# Salvador Díaz Mirón

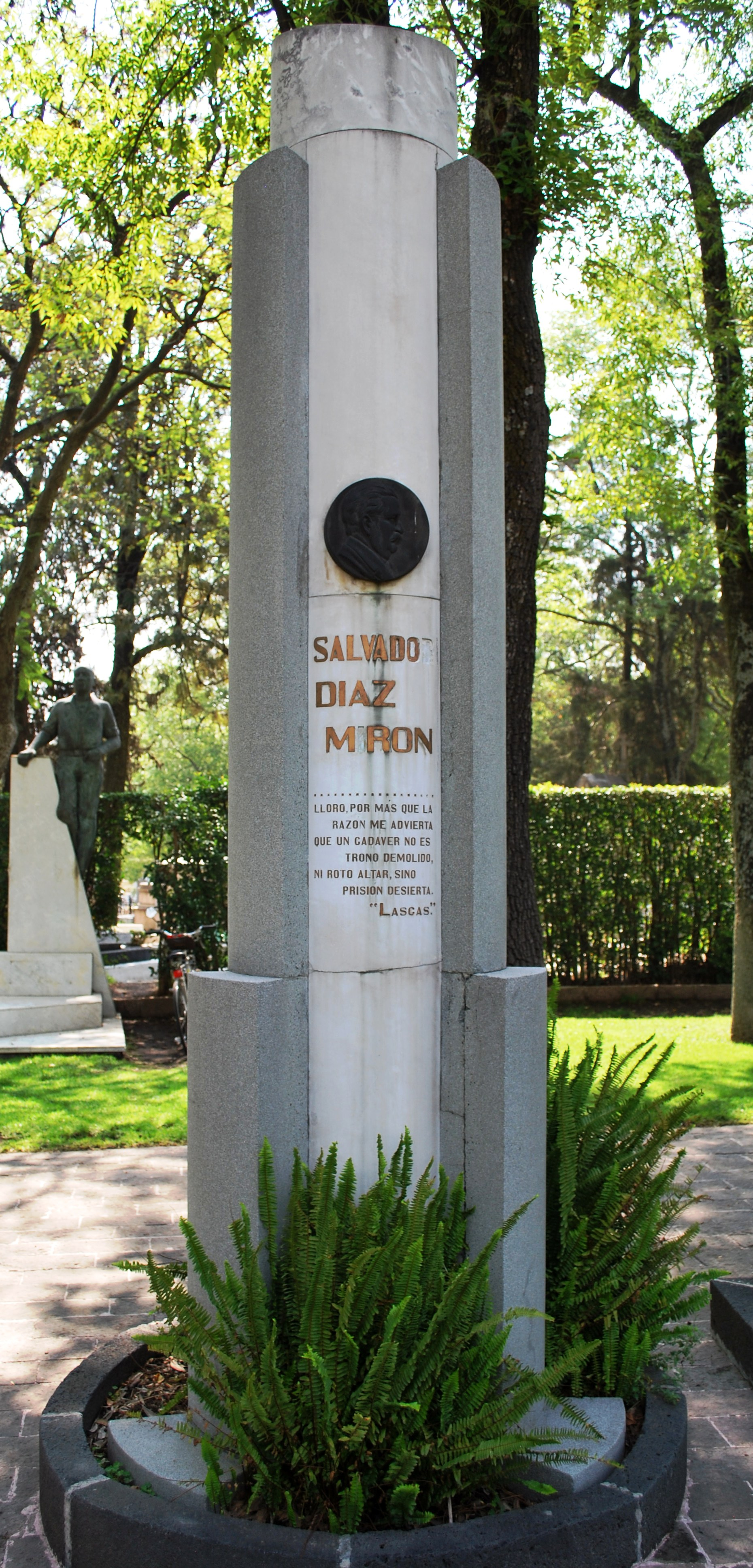
Sepulcre de Salvador Díaz Mirón a la Rotonda de las Personas Ilustres (Mèxic)

Salvador Díaz Mirón - el nom de bateig del qual va ser Salvador Antonio Edmundo Espiridión i Francisco de Paula Díaz Ibañez (Port De Veracruz, Estat de Veracruz, Ciutat de Mèxic, 14 de desembre de 1853 - 12 de juny de 1928), va ser un poeta mexicà precursor del modernisme. Va treballar com a periodista i professor. Com a polític va ser diputat d'oposició a l'època de Porfirio Díaz.

## Biografia
Fill del periodista i polític que va ser governador del seu estat, Manuel Díaz Mirón, va seguir els passos del seu progenitor, però amb forta inclinació envers les lletres. Precursor del Modernisme, la seva obra poètica es divideix en tres etapes: la primera de 1874 a 1892; la segona de 1892 a 1901; i la tercera de 1902 a 1928.
Va realitzar els seus estudis de forma irregular a Xalapa. El 1865 va entrar al seminari on va estar més d'un any. Va tornar a Veracruz i als quatorze anys va iniciar-se en l'ofici de periodista. El 1872 el seu pare el va enviar als Estats Units d'Amèrica per allunyar-lo de les seves «males amistats». Quan va tornar ja parlava anglès, francès i tenia nocions de llatí i grec.
El 1874 va començar a interessar-se en la poesia. Anys després, el 1876, quan escrivia el diari El Pueblo (El Poble), es va autoexiliar els Estats Units per raons polítiques. A la seva tornada, va col·laborar a diverses publicacions i va dirigir El Veracruzano, que era propietat del seu pare, El Diaro (El Diari) i El Orden (L'Ordre).
José Antonio Rojas, el seu gran amic, va impulsar-lo que enceti la carrera política. El 1878 va ser diputat en la legislatura de l'estat, amb seu a Orizaba. Era summament violent, aficionat a les armes i la cacera, admirador dels duels per a «netejar» l'honor. Als vint-i-cinc anys, en una tiroteig, va sofrir una ferida a la clavícula que li va inutilitzar el braç esquerre.
Es va casar amb Genoveva Acea Remond el 1881. El maig de 1883 va anar a presó per matar un botiguer, però va al·legar legítima defensa i va ser absolt, va ser empresonat per segona vegada, per atemptar contra la vida d'un diputat. Va ser elegit diputat per al Congrés de la Unió el 1884.

### Primera etapa poètica
Emmarca el corrent del Romanticisme, i corresponen obres com Oda a Víctor Hugo, A Gloria, Voces interiores (Veus Interiors), Ojos verdes (Ulls verds) i Redemptio (Redempció), entre d'altres; aquesta etapa està marcada pel doble influx de Gaspar Núñez de Arce i Víctor Hugo. És molt famosa la seva frase del poema A Gloria «Hay plumajes que cruzan el pantano y no se manchan... ¡mi plumaje es de esos!» (Hi ha plomatges que creuen el pantà i no es taquen... el meu plomatge és d'aquests!). El 1874 van ser incloses algunes de les seves peces literàries en l'antologia titulada El Parnaso Mexicano (El Parnàs Mexicà).
El 1892 mata un altre home i passa quatre anys a la presó. Va tornar a Xalapa, on va passar un dels seus períodes més tranquils. El 1900 va tornar a la Cambra de Diputats. El 1901 va publicar Lascas (Resquills) i va donar els seus quinze mil pesos per equipar la Biblioteca del Col·legi Preparatori de Xalapa.

### Segona etapa poètica
Va publicar als Estats Units (1895) i a París (1900) el seu llibre Poesías (Poesies). Un any després, a Xalapa, publica Lascas (Resquills), considerada la seva obra mestre, que contenia un total de quaranta poesies inèdites. En aquesta etapa evoluciona cap a la concisió i la subtilesa de concepte. Destaquen en aquest període El fantasma, Paquito, Nox, A Tirsa, A una araucaria, Claudia e Idilio, entre d'altres.
Va ser elegit membre per l'Acadèmia Mexicana. El 1910 va tornar a presó cinc mesos per intentar assassinar el diputat Juan C. Chapital. Va obtenir la seva llibertat en triomfar la Revolució contra Porfirio Díaz. Enemistat amb Francisco Ignacio Madero González, va tornar a Xalapa on va ser director del Col·legi Preparatori. Arribat el moment, va fer costat al govern de Victoriano Huerta i el cop d'estat que li va portar al poder organitzat des de l'ambaixada dels Estats Units.
El poeta va morir el 12 de juny de 1928, al port. Les seves restes descansen a la Rotonda de las Personas Ilustres de la ciutat de Mèxic. El 1941 es van publicar les seves Poesies completes.

## Obra
- El Parnaso Mexicano (1886)
- Poesías (Nova York, 1895)
- Poesías (París, 1900)
- Lascas (Xalapa, 1901 amb diverses reedicions)
- Poemas (1918)
- Poesías Completas (UNAM, amb notes d'Antonio Castro Leal, 1941)
- Antología poética (UNAM 1953)
- Prosas (1954)